# Behrendorf (Sassonia-Anhalt)
Behrendorf è una frazione  (Ortsteil) della città tedesca di Werben (Elbe), nel Land della Sassonia-Anhalt.
Fino al 31 dicembre 2009 ha costituito un comune autonomo.